# Jacek Karwowski (ekonomista)
Jacek Karwowski (ur. 22 lutego 1961 w Sierpcu) – polski profesor nauk ekonomicznych, pracujący na Uniwersytecie Ekonomicznym we Wrocławiu, specjalizujący się w polityce pieniężnej i finansach międzynarodowych.
W 1979 r. ukończył szkołę średnią (II Liceum Ogólnokształcące w Toruniu, klasa matematyczna pod opieką UMK), broniąc po niemiecku pracę maturalną pt. Niegeometryczne definicje funkcji trygonometrycznych. Od 1979 r. do 1985 r. uczęszczał na studia na Wydziale Handlu Zagranicznego SGPiS (obecnie SGH) w Warszawie. Od 1985 r. pracował na stanowisku asystenta w Katedrze Finansów AE (obecnie UE) we Wrocławiu. W czerwcu 1989 r. obronił pracę doktorską pt. Płynne kursy walutowe – teoria i funkcjonowanie, nagrodzoną następnie przez Ministra Edukacji.
Obrona pracy habilitacyjnej pt. Prognozowanie kursów walutowych w 1993 r. Od 1999 r. profesor nauk ekonomicznych.
Szczegółowe obszary zainteresowań naukowych: funkcjonowanie międzynarodowych rynków finansowych, bankowość centralna i polityka pieniężna, centra finansowe offshore, finanse islamskie i in.